# Potameia resonjo
Potameia resonjo är en lagerväxtart som beskrevs av André Joseph Guillaume Henri Kostermans. Potameia resonjo ingår i släktet Potameia och familjen lagerväxter. Inga underarter finns listade i Catalogue of Life.